# Загальний суд
Загальний суд — це спеціалізований окружний суд першої інстанції у системі судоустрою України, що розглядає цивільні і кримінальні справи, а також справи про адміністративні правопорушення у випадках та порядку, визначених процесуальним законом (тобто місцевий суд).